# Cryptostemma uhleri
Cryptostemma uhleri är en insektsart som beskrevs av Mcatee och Malloch 1925. Cryptostemma uhleri ingår i släktet Cryptostemma och familjen pysslingskinnbaggar. Inga underarter finns listade i Catalogue of Life.